# Mirko Lozupone
Pas d'image ? Cliquez ici

a Compétitions nationales et continentales officielles uniquement.

b Matchs officiels uniquement.
Dernière mise à jour le 14 septembre 2018.
Mirko Lo Zupone, né le 29 juillet 1984 à Bitonto (Bari, Italie), est un joueur de rugby à XV franco-italien qui évolue au poste de talonneur. 

## Biographie
Mirko Lo Zupone se mit au judo dès son plus jeune âge puis malgré ses grands talents, décida de ne se consacrer qu'au rugby à XV.
Il fit ses débuts avec le club du SCO rugby club Angers (Fédérale 3) avant d'être rapidement repéré lors d'un tournoi. Il rejoint ensuite l'AS Montferrand puis intègre son centre de formation.
Il joue en 2006 avec un contrat espoir.
En mars 2009, il est sélectionné avec le XV du président, sélection de joueurs étrangers évoluant en France coachée par Vern Cotter, pour jouer un match amical contre les Barbarians français au Stade Ernest-Wallon à Toulouse. Le XV du président l'emporte 33 à 26.

## Carrière
- 2005-2009 : ASM Clermont
- 2009-2010 : US Montauban
- 2010-2011 : FC Grenoble
- 2011-2012 : Montluçon rugby
- 2012-2013 : Stade Rodez Aveyron
- Octobre 2013-2016 : SC Tulle
- 2016- : AS Bortoise

## Palmarès

### En club
- Finaliste du championnat de France : 2007 et 2008

### En équipe nationale
- Équipe de France -19 ans : 
  - participation au championnat du monde 2003 en France : 4 sélections (Canada, Pays de Galles, Afrique du Sud, Argentine), 1 essai
  - 5 sélections en 2002-2003
- Équipe de France -18 ans